# Rolf Moebius
Rolf Johannes Martin Moebius (* 27. Juli 1915 in Riesa; † 4. Juni 2004 in Berlin) war ein deutscher Schauspieler.

## Leben
Nachdem Rolf Moebius die Schauspielschule des Staatstheater Berlin besucht hatte, arbeitete er hauptsächlich beim Theater. Aber 1937 erhielt er seine erste große Rolle in dem Film Urlaub auf Ehrenwort, nachdem er bereits 20-jährig in dem Emil-Jannings-Film Traumulus mitgespielt hatte. Bis 1945 drehte er noch viele weitere Filme. Nach dem Zweiten Weltkrieg wendete er sich wieder dem Theater zu, bis er 1949 wieder beim Film auftrat, und drehte in den 1950er Jahren verschiedene Filme.
1960 spielte er in Fritz Langs Film Die 1000 Augen des Dr. Mabuse neben Gert Fröbe einen Polizisten und 1965 spielte er in dem Film Heidi den Arzt Dr. Klassen. Das letzte Mal spielte er 1976 in dem Film Die neuen Leiden des jungen W. eine Rolle im Fernsehen. Danach konzentrierte er sich verstärkt auf das Theaterspielen und spielte bis in die 80er Jahre Theater.
Am 4. Juni 2004 starb er nach Angaben seiner Lebensgefährtin Carin Noack an einer Lungenentzündung.

## Filmografie
- 1935: Traumulus
- 1937: Fanny Elßler
- 1938: Urlaub auf Ehrenwort
- 1938: Dreiklang
- 1938: Spiel im Sommerwind
- 1939: Wir tanzen um die Welt
- 1939: Der Vorhang fällt
- 1939: Das Gewehr über
- 1945: Die Jahre vergehen
- 1945: Wir seh’n uns wieder
- 1949: Verspieltes Leben
- 1950: Die Lüge
- 1951: Begierde
- 1951: Das ewige Spiel
- 1951: Das späte Mädchen
- 1952: Straße zur Heimat
- 1952: Herz der Welt
- 1953: Tödliche Liebe
- 1953: Der Feldherrnhügel
- 1955: Der Hauptmann und sein Held
- 1955: Der 20. Juli
- 1955: Ein Polterabend
- 1956: Besondere Kennzeichen: keine
- 1956: Treffpunkt Aimée
- 1958: Das verbotene Paradies
- 1958: Das Glück sucht seine Kinder
- 1958: Die Elenden (Les Misérables)
- 1958: U 47 – Kapitänleutnant Prien
- 1959: Aus dem Tagebuch eines Frauenarztes
- 1959: Geheimaktion Schwarze Kapelle
- 1960: Die 1000 Augen des Dr. Mabuse
- 1965: Heidi
- 1967: Das Kriminalmuseum (Fernsehserie, Folge 5x04)
- 1967: Wilder Reiter GmbH
- 1967: Der Zündholzkönig – Der Fall Ivar Kreuger (Fernsehfilm)
- 1969: Der Kidnapper (Fernsehfilm)
- 1969: Herzblatt oder Wie sag ich’s meiner Tochter?
- 1970: Heintje – Einmal wird die Sonne wieder scheinen
- 1970: Die seltsamen Methoden des Franz Josef Wanninger (Fernsehserie, Folge 5x11)
- 1970: Pater Brown (Fernsehserie, Folge 4x03)
- 1970: John Klings Abenteuer (Fernsehserie, Folge 2x09)
- 1971: Drüben bei Lehmanns (Fernsehserie, Folge 1x03)
- 1972: Die Pulvermänner (Fernsehserie, 7 Folgen)
- 1973: Hamburg Transit (Fernsehserie, Folge 3x08)
- 1976: Verdunkelung
- 1976: Die neuen Leiden des jungen W.
- 1978: Tatort: Sterne für den Orient
- 1986: Detektivbüro Roth (Fernsehserie, Folge 1x18)

## Hörspiele
- 1953: Carl Zuckmayer: Ulla Winblad oder Musik und Leben des Carl Michael Bellmann – Regie: Walter Ohm (Hörspiel – BR/RB/SWF)